# Confronto dei codici paese usati da CIO, FIFA e ISO 3166
Quello che segue è un confronto dei codici Paese di 3 lettere usati dal CIO (Comitato Olimpico Internazionale), dalla FIFA (Federazione Internazionale delle Associazioni Calcistiche), e dall'ISO 3166-1 (Organizzazione Internazionale per le Standardizzazioni), a 2 e a 3 lettere, disposta in un'unica tabella per una più facile comparazione. Sono evidenziate le differenze qualora i codici adottati da un'organizzazione siano diversi da quelli usati da un'altra (esclusi gli ISO 3166-1 alpha-2 in quanto essendo a due lettere sono sempre diversi).
Questa lista contiene solo i Paesi e i territori a cui sia stato assegnato almeno una volta uno qualsiasi dei codici a 2/3 lettere da parte di qualsivoglia tra le citate organizzazioni.
| Bandiera                                             | Paese                                     | CIO | FIFA  | ISO-3  | ISO-2 |
| ---------------------------------------------------- | ----------------------------------------- | --- | ----- | ------ | ----- |
| Afghanistan (bandiera)                               | Afghanistan                               | AFG | AFG   | AFG    | AF    |
| Albania (bandiera)                                   | Albania                                   | ALB | ALB   | ALB    | AL    |
| Algeria (bandiera)                                   | Algeria                                   | ALG | ALG   | DZA    | DZ    |
| Andorra (bandiera)                                   | Andorra                                   | AND | AND   | AND    | AD    |
| Angola (bandiera)                                    | Angola                                    | ANG | ANG   | AGO    | AO    |
| Anguilla (bandiera)                                  | Anguilla                                  |     | AIA   | AIA    | AI    |
| Antartide (bandiera)                                 | Antartide                                 |     |       | ATA    | AQ    |
| Antigua e Barbuda (bandiera)                         | Antigua e Barbuda                         | ANT | ATG   | ATG    | AG    |
| Antille Olandesi (bandiera)                          | Antille Olandesi                          | AHO | ANT   | [ 1 ]  |       |
| Arabia Saudita (bandiera)                            | Arabia Saudita                            | KSA | KSA   | SAU    | SA    |
| Argentina (bandiera)                                 | Argentina                                 | ARG | ARG   | ARG    | AR    |
| Armenia (bandiera)                                   | Armenia                                   | ARM | ARM   | ARM    | AM    |
| Aruba (bandiera)                                     | Aruba                                     | ARU | ARU   | ABW    | AW    |
| Australia (bandiera)                                 | Australia                                 | AUS | AUS   | AUS    | AU    |
| Austria (bandiera)                                   | Austria                                   | AUT | AUT   | AUT    | AT    |
| Azerbaigian (bandiera)                               | Azerbaigian                               | AZE | AZE   | AZE    | AZ    |
| Bahamas (bandiera)                                   | Bahamas                                   | BAH | BAH   | BHS    | BS    |
| Bahrein (bandiera)                                   | Bahrein                                   | BRN | BHR   | BHR    | BH    |
| Bangladesh (bandiera)                                | Bangladesh                                | BAN | BAN   | BGD    | BD    |
| Barbados (bandiera)                                  | Barbados                                  | BAR | BRB   | BRB    | BB    |
| Bielorussia (bandiera)                               | Bielorussia                               | BLR | BLR   | BLR    | BY    |
| Belgio (bandiera)                                    | Belgio                                    | BEL | BEL   | BEL    | BE    |
| Belize (bandiera)                                    | Belize                                    | BIZ | BLZ   | BLZ    | BZ    |
| Benin (bandiera)                                     | Benin                                     | BEN | BEN   | BEN    | BJ    |
| Bermuda (bandiera)                                   | Bermuda                                   | BER | BER   | BMU    | BM    |
| Bhutan (bandiera)                                    | Bhutan                                    | BHU | BHU   | BTN    | BT    |
| Birmania (bandiera)                                  | Birmania                                  | MYA | MYA   | MMR    | MM    |
| Bolivia (bandiera)                                   | Bolivia                                   | BOL | BOL   | BOL    | BO    |
| Bosnia ed Erzegovina (bandiera)                      | Bosnia ed Erzegovina                      | BIH | BIH   | BIH    | BA    |
| Botswana (bandiera)                                  | Botswana                                  | BOT | BOT   | BWA    | BW    |
| Brasile (bandiera)                                   | Brasile                                   | BRA | BRA   | BRA    | BR    |
| Brunei (bandiera)                                    | Brunei                                    | BRU | BRU   | BRN    | BN    |
| Bulgaria (bandiera)                                  | Bulgaria                                  | BUL | BUL   | BGR    | BG    |
| Burkina Faso (bandiera)                              | Burkina Faso                              | BUR | BFA   | BFA    | BF    |
| Burundi (bandiera)                                   | Burundi                                   | BDI | BDI   | BDI    | BI    |
| Cambogia (bandiera)                                  | Cambogia                                  | CAM | CAM   | KHM    | KH    |
| Camerun (bandiera)                                   | Camerun                                   | CMR | CMR   | CMR    | CM    |
| Canada (bandiera)                                    | Canada                                    | CAN | CAN   | CAN    | CA    |
| Capo Verde (bandiera)                                | Capo Verde                                | CPV | CPV   | CPV    | CV    |
| Ciad (bandiera)                                      | Ciad                                      | CHA | CHA   | TCD    | TD    |
| Cile (bandiera)                                      | Cile                                      | CHI | CHI   | CHL    | CL    |
| Cina (bandiera)                                      | Cina (Repubblica Popolare)                | CHN | CHN   | CHN    | CN    |
| Cipro (bandiera)                                     | Cipro                                     | CYP | CYP   | CYP    | CY    |
| Città del Vaticano (bandiera)                        | Città del Vaticano                        |     |       | VAT    | VA    |
| Colombia (bandiera)                                  | Colombia                                  | COL | COL   | COL    | CO    |
| Comore (bandiera)                                    | Comore                                    | COM | COM   | COM    | KM    |
| Corea del Nord (bandiera)                            | Corea del Nord                            | PRK | PRK   | PRK    | KP    |
| Corea del Sud (bandiera)                             | Corea del Sud                             | KOR | KOR   | KOR    | KR    |
| Costa d'Avorio (bandiera)                            | Costa d'Avorio                            | CIV | CIV   | CIV    | CI    |
| Costa Rica (bandiera)                                | Costa Rica                                | CRC | CRC   | CRI    | CR    |
| Croazia (bandiera)                                   | Croazia                                   | CRO | CRO   | HRV    | HR    |
| Cuba (bandiera)                                      | Cuba                                      | CUB | CUB   | CUB    | CU    |
| Curaçao (bandiera)                                   | Curaçao                                   |     | CUR   | CUW    | CW    |
| Danimarca (bandiera)                                 | Danimarca                                 | DEN | DEN   | DNK    | DK    |
| Dominica (bandiera)                                  | Dominica                                  | DMA | DMA   | DMA    | DM    |
| Ecuador (bandiera)                                   | Ecuador                                   | ECU | ECU   | ECU    | EC    |
| Egitto (bandiera)                                    | Egitto                                    | EGY | EGY   | EGY    | EG    |
| El Salvador (bandiera)                               | El Salvador                               | ESA | SLV   | SLV    | SV    |
| Emirati Arabi Uniti (bandiera)                       | Emirati Arabi Uniti                       | UAE | UAE   | ARE    | AE    |
| Eritrea (bandiera)                                   | Eritrea                                   | ERI | ERI   | ERI    | ER    |
| Estonia (bandiera)                                   | Estonia                                   | EST | EST   | EST    | EE    |
| Etiopia (bandiera)                                   | Etiopia                                   | ETH | ETH   | ETH    | ET    |
| Figi (bandiera)                                      | Figi                                      | FIJ | FIJ   | FJI    | FJ    |
| Filippine (bandiera)                                 | Filippine                                 | PHI | PHI   | PHL    | PH    |
| Finlandia (bandiera)                                 | Finlandia                                 | FIN | FIN   | FIN    | FI    |
| Francia (bandiera)                                   | Francia                                   | FRA | FRA   | FRA    | FR    |
| Gabon (bandiera)                                     | Gabon                                     | GAB | GAB   | GAB    | GA    |
| Galles (bandiera)                                    | Galles                                    |     | WAL   | [ 6 ]  |       |
| Gambia (bandiera)                                    | Gambia                                    | GAM | GAM   | GMB    | GM    |
| Georgia (bandiera)                                   | Georgia                                   | GEO | GEO   | GEO    | GE    |
| Georgia del Sud e Isole Sandwich Australi (bandiera) | Georgia del Sud e isole Sandwich          |     |       | SGS    | GS    |
| Germania (bandiera)                                  | Germania                                  | GER | GER   | DEU    | DE    |
| Ghana (bandiera)                                     | Ghana                                     | GHA | GHA   | GHA    | GH    |
| Giamaica (bandiera)                                  | Giamaica                                  | JAM | JAM   | JAM    | JM    |
| Giappone (bandiera)                                  | Giappone                                  | JPN | JPN   | JPN    | JP    |
| Gibilterra (bandiera)                                | Gibilterra                                |     | GIB   | GIB    | GI    |
| Gibuti (bandiera)                                    | Gibuti                                    | DJI | DJI   | DJI    | DJ    |
| Giordania (bandiera)                                 | Giordania                                 | JOR | JOR   | JOR    | JO    |
| Regno Unito (bandiera)                               | Gran Bretagna                             | GBR | [ 8 ] | GBR    | GB    |
| Grecia (bandiera)                                    | Grecia                                    | GRE | GRE   | GRC    | GR    |
| Groenlandia (bandiera)                               | Groenlandia                               |     |       | GRL    | GL    |
| Grenada (bandiera)                                   | Grenada                                   | GRN | GRN   | GRD    | GD    |
| Guadalupa (bandiera)                                 | Guadalupa                                 |     | GPE   | GLP    | GP    |
| Guam (bandiera)                                      | Guam                                      | GUM | GUM   | GUM    | GU    |
| Guatemala (bandiera)                                 | Guatemala                                 | GUA | GUA   | GTM    | GT    |
| Guernsey (bandiera)                                  | Guernsey                                  |     |       | GGY    | GG    |
| Guinea (bandiera)                                    | Guinea                                    | GUI | GUI   | GIN    | GN    |
| Guinea-Bissau (bandiera)                             | Guinea-Bissau                             | GBS | GNB   | GNB    | GW    |
| Guinea Equatoriale (bandiera)                        | Guinea Equatoriale                        | GEQ | EQG   | GNQ    | GQ    |
| Guyana francese (bandiera)                           | Guyana francese                           |     |       | GUF    | GF    |
| Guyana (bandiera)                                    | Guyana                                    | GUY | GUY   | GUY    | GY    |
| Haiti (bandiera)                                     | Haiti                                     | HAI | HAI   | HTI    | HT    |
| Honduras (bandiera)                                  | Honduras                                  | HON | HON   | HND    | HN    |
| Hong Kong (bandiera)                                 | Hong Kong                                 | HKG | HKG   | HKG    | HK    |
| India (bandiera)                                     | India                                     | IND | IND   | IND    | IN    |
| Indonesia (bandiera)                                 | Indonesia                                 | INA | IDN   | IDN    | ID    |
| Inghilterra (bandiera)                               | Inghilterra                               |     | ENG   | [ 12 ] |       |
| Iran (bandiera)                                      | Iran                                      | IRI | IRN   | IRN    | IR    |
| Iraq (bandiera)                                      | Iraq                                      | IRQ | IRQ   | IRQ    | IQ    |
| Irlanda (bandiera)                                   | Irlanda                                   | IRL | IRL   | IRL    | IE    |
| Irlanda del Nord (bandiera)                          | Irlanda del Nord                          |     | NIR   | [ 14 ] |       |
| Islanda (bandiera)                                   | Islanda                                   | ISL | ISL   | ISL    | IS    |
| Isola Bouvet (bandiera)                              | Isola Bouvet                              |     |       | BVT    | BV    |
| Isola di Man (bandiera)                              | Isola di Man                              |     |       | IMN    | IM    |
| Isola di Natale (bandiera)                           | Isola di Natale                           |     |       | CXR    | CX    |
| Isola Norfolk (bandiera)                             | Isola Norfolk                             |     |       | NFK    | NF    |
| Isole BES (bandiera)                                 | Isole BES                                 |     |       | BES    | BQ    |
| Isole Cayman (bandiera)                              | Isole Cayman                              | CAY | CAY   | CYM    | KY    |
| Isole Cocos (Keeling) (bandiera)                     | Isole Cocos e Keeling                     |     |       | CCK    | CC    |
| Isole Cook (bandiera)                                | Isole Cook                                | COK | COK   | COK    | CK    |
| Isole Falkland (bandiera)                            | Isole Falkland                            | FLK | FLK   | FLK    | FK    |
| Fær Øer (bandiera)                                   | Isole Fær Øer                             |     | FRO   | FRO    | FO    |
| Isole Heard e McDonald (bandiera)                    | Isole Heard e McDonald                    |     |       | HMD    | HM    |
| Isole Marshall (bandiera)                            | Isole Marshall                            | MHL |       | MHL    | MH    |
| Isole minori esterne degli Stati Uniti (bandiera)    | Isole minori degli Stati Uniti            |     |       | UMI    | UM    |
| Isole Marianne Settentrionali (bandiera)             | Isole Marianne Settentrionali             |     |       | MNP    | MP    |
| Isole Pitcairn (bandiera)                            | Isole Pitcairn                            |     |       | PCN    | PN    |
| Isole Salomone (bandiera)                            | Isole Salomone                            | SOL | SOL   | SLB    | SB    |
| Turks e Caicos (bandiera)                            | Isole Turks e Caicos                      |     | TCA   | TCA    | TC    |
| Isole Vergini Americane (bandiera)                   | Isole Vergini Americane                   | ISV | VIR   | VIR    | VI    |
| Isole Vergini Britanniche (bandiera)                 | Isole Vergini britanniche                 | IVB | VGB   | VGB    | VG    |
| Israele (bandiera)                                   | Israele                                   | ISR | ISR   | ISR    | IL    |
| Italia (bandiera)                                    | Italia                                    | ITA | ITA   | ITA    | IT    |
| Jersey (bandiera)                                    | Jersey                                    |     |       | JEY    | JE    |
| Kazakistan (bandiera)                                | Kazakistan                                | KAZ | KAZ   | KAZ    | KZ    |
| Kenya (bandiera)                                     | Kenya                                     | KEN | KEN   | KEN    | KE    |
| Kiribati (bandiera)                                  | Kiribati                                  | KIR |       | KIR    | KI    |
| Kuwait (bandiera)                                    | Kuwait                                    | KUW | KUW   | KWT    | KW    |
| Kirghizistan (bandiera)                              | Kirghizistan                              | KGZ | KGZ   | KGZ    | KG    |
| Laos (bandiera)                                      | Laos                                      | LAO | LAO   | LAO    | LA    |
| Lettonia (bandiera)                                  | Lettonia                                  | LAT | LVA   | LVA    | LV    |
| Libano (bandiera)                                    | Libano                                    | LIB | LIB   | LBN    | LB    |
| Lesotho (bandiera)                                   | Lesotho                                   | LES | LES   | LSO    | LS    |
| Liberia (bandiera)                                   | Liberia                                   | LBR | LBR   | LBR    | LR    |
| Libia (bandiera)                                     | Libia                                     | LBA | LBY   | LBY    | LY    |
| Liechtenstein (bandiera)                             | Liechtenstein                             | LIE | LIE   | LIE    | LI    |
| Lituania (bandiera)                                  | Lituania                                  | LTU | LTU   | LTU    | LT    |
| Lussemburgo (bandiera)                               | Lussemburgo                               | LUX | LUX   | LUX    | LU    |
| Macao (bandiera)                                     | Macao                                     |     | MAC   | MAC    | MO    |
| Macedonia del Nord (bandiera)                        | Macedonia del Nord                        | MKD | MKD   | MKD    | MK    |
| Madagascar (bandiera)                                | Madagascar                                | MAD | MAD   | MDG    | MG    |
| Malawi (bandiera)                                    | Malawi                                    | MAW | MWI   | MWI    | MW    |
| Malaysia (bandiera)                                  | Malaysia                                  | MAS | MAS   | MYS    | MY    |
| Maldive (bandiera)                                   | Maldive                                   | MDV | MDV   | MDV    | MV    |
| Mali (bandiera)                                      | Mali                                      | MLI | MLI   | MLI    | ML    |
| Malta (bandiera)                                     | Malta                                     | MLT | MLT   | MLT    | MT    |
| Marocco (bandiera)                                   | Marocco                                   | MAR | MAR   | MAR    | MA    |
| Martinica (bandiera)                                 | Martinica                                 |     | MTQ   | MTQ    | MQ    |
| Mauritania (bandiera)                                | Mauritania                                | MTN | MTN   | MRT    | MR    |
| Mauritius (bandiera)                                 | Mauritius                                 | MRI | MRI   | MUS    | MU    |
| Mayotte (bandiera)                                   | Mayotte                                   |     |       | MYT    | YT    |
| Messico (bandiera)                                   | Messico                                   | MEX | MEX   | MEX    | MX    |
| Moldavia (bandiera)                                  | Moldavia                                  | MDA | MDA   | MDA    | MD    |
| Mongolia (bandiera)                                  | Mongolia                                  | MGL | MGL   | MNG    | MN    |
| Montenegro (bandiera)                                | Montenegro                                | MNE | MNE   | MNE    | ME    |
| Montserrat (bandiera)                                | Montserrat                                |     | MSR   | MSR    | MS    |
| Mozambico (bandiera)                                 | Mozambico                                 | MOZ | MOZ   | MOZ    | MZ    |
| Namibia (bandiera)                                   | Namibia                                   | NAM | NAM   | NAM    | NA    |
| Nauru (bandiera)                                     | Nauru                                     | NRU |       | NRU    | NR    |
| Nepal (bandiera)                                     | Nepal                                     | NEP | NEP   | NPL    | NP    |
| Nicaragua (bandiera)                                 | Nicaragua                                 | NCA | NCA   | NIC    | NI    |
| Niger (bandiera)                                     | Niger                                     | NIG | NIG   | NER    | NE    |
| Nigeria (bandiera)                                   | Nigeria                                   | NGR | NGA   | NGA    | NG    |
| Niue (bandiera)                                      | Niue                                      |     |       | NIU    | NU    |
| Norvegia (bandiera)                                  | Norvegia                                  | NOR | NOR   | NOR    | NO    |
| Nuova Caledonia (bandiera)                           | Nuova Caledonia                           |     | NCL   | NCL    | NC    |
| Nuova Zelanda (bandiera)                             | Nuova Zelanda                             | NZL | NZL   | NZL    | NZ    |
| Oman (bandiera)                                      | Oman                                      | OMA | OMA   | OMN    | OM    |
| Paesi Bassi (bandiera)                               | Paesi Bassi                               | NED | NED   | NLD    | NL    |
| Pakistan (bandiera)                                  | Pakistan                                  | PAK | PAK   | PAK    | PK    |
| Palau (bandiera)                                     | Palau                                     | PLW |       | PLW    | PW    |
| Palestina (bandiera)                                 | Stato di Palestina                        | PLE | PLE   | PSE    | PS    |
| Panama (bandiera)                                    | Panama                                    | PAN | PAN   | PAN    | PA    |
| Papua Nuova Guinea (bandiera)                        | Papua Nuova Guinea                        | PNG | PNG   | PNG    | PG    |
| Paraguay (bandiera)                                  | Paraguay                                  | PAR | PAR   | PRY    | PY    |
| Perù (bandiera)                                      | Perù                                      | PER | PER   | PER    | PE    |
| Polinesia francese (bandiera)                        | Polinesia Francese                        |     | TAH   | PYF    | PF    |
| Polonia (bandiera)                                   | Polonia                                   | POL | POL   | POL    | PL    |
| Portogallo (bandiera)                                | Portogallo                                | POR | POR   | PRT    | PT    |
| Porto Rico (bandiera)                                | Porto Rico                                | PUR | PUR   | PRI    | PR    |
| Monaco (bandiera)                                    | Principato di Monaco                      | MON |       | MCO    | MC    |
| Qatar (bandiera)                                     | Qatar                                     | QAT | QAT   | QAT    | QA    |
| La Riunione (bandiera)                               | Réunion                                   |     |       | REU    | RE    |
| Rep. Ceca (bandiera)                                 | Repubblica Ceca                           | CZE | CZE   | CZE    | CZ    |
| Rep. Centrafricana (bandiera)                        | Repubblica Centrafricana                  | CAF | CTA   | CAF    | CF    |
| Rep. del Congo (bandiera)                            | Repubblica del Congo                      | CGO | CGO   | COG    | CG    |
| RD del Congo (bandiera)                              | Repubblica Democratica del Congo          | COD | COD   | COD    | CD    |
| Taiwan (bandiera)                                    | Repubblica di Cina (Taiwan)               | TPE | TPE   | TWN    | TW    |
| Rep. Dominicana (bandiera)                           | Repubblica Dominicana                     | DOM | DOM   | DOM    | DO    |
| Romania (bandiera)                                   | Romania                                   | ROU | ROU   | ROU    | RO    |
| Ruanda (bandiera)                                    | Ruanda                                    | RWA | RWA   | RWA    | RW    |
| Russia (bandiera)                                    | Russia                                    | RUS | RUS   | RUS    | RU    |
| Sahara Occidentale (bandiera)                        | Sahara Occidentale                        |     |       | ESH    | EH    |
| Sant'Elena, Ascensione e Tristan da Cunha (bandiera) | Sant'Elena                                |     |       | SHN    | SH    |
| Saint Lucia (bandiera)                               | Saint Lucia                               | LCA | LCA   | LCA    | LC    |
| Francia (bandiera)                                   | Saint-Barthélemy                          |     |       | BLM    | BL    |
| Saint Kitts e Nevis (bandiera)                       | Saint Kitts e Nevis                       | SKN | SKN   | KNA    | KN    |
| Francia (bandiera)                                   | Saint-Martin                              |     |       | MAF    | MF    |
| Saint-Pierre e Miquelon (bandiera)                   | Saint-Pierre e Miquelon                   |     |       | SPM    | PM    |
| Saint Vincent e Grenadine (bandiera)                 | Saint Vincent e Grenadine                 | VIN | VIN   | VCT    | VC    |
| Samoa (bandiera)                                     | Samoa                                     | SAM | SAM   | WSM    | WS    |
| Samoa Americane (bandiera)                           | Samoa Americane                           | ASA | ASA   | ASM    | AS    |
| San Marino (bandiera)                                | San Marino                                | SMR | SMR   | SMR    | SM    |
| São Tomé e Príncipe (bandiera)                       | São Tomé e Príncipe                       | STP | STP   | STP    | ST    |
| Scozia (bandiera)                                    | Scozia                                    |     | SCO   | [ 24 ] |       |
| Senegal (bandiera)                                   | Senegal                                   | SEN | SEN   | SEN    | SN    |
| Serbia (bandiera)                                    | Serbia                                    | SRB | SRB   | SRB    | RS    |
| Seychelles (bandiera)                                | Seychelles                                | SEY | SEY   | SYC    | SC    |
| Sierra Leone (bandiera)                              | Sierra Leone                              | SLE | SLE   | SLE    | SL    |
| Singapore (bandiera)                                 | Singapore                                 | SIN | SIN   | SGP    | SG    |
| Sint Maarten (bandiera)                              | Sint Maarten                              |     | SXM   | SXM    | SX    |
| Siria (bandiera)                                     | Siria                                     | SYR | SYR   | SYR    | SY    |
| Slovacchia (bandiera)                                | Slovacchia                                | SVK | SVK   | SVK    | SK    |
| Slovenia (bandiera)                                  | Slovenia                                  | SLO | SVN   | SVN    | SI    |
| Somalia (bandiera)                                   | Somalia                                   | SOM | SOM   | SOM    | SO    |
| Spagna (bandiera)                                    | Spagna                                    | ESP | ESP   | ESP    | ES    |
| Sri Lanka (bandiera)                                 | Sri Lanka                                 | SRI | SRI   | LKA    | LK    |
| Micronesia (bandiera)                                | Stati Federati di Micronesia              | FSM | FSM   | FSM    | FM    |
| Stati Uniti (bandiera)                               | Stati Uniti d'America                     | USA | USA   | USA    | US    |
| Sudafrica (bandiera)                                 | Sudafrica                                 | RSA | RSA   | ZAF    | ZA    |
| Sudan (bandiera)                                     | Sudan                                     | SUD | SUD   | SDN    | SD    |
| Sudan del Sud (bandiera)                             | Sudan del Sud                             | SSD | SSD   | SSD    | SS    |
| Suriname (bandiera)                                  | Suriname                                  | SUR | SUR   | SUR    | SR    |
| Svalbard e Jan Mayen (bandiera)                      | Svalbard e Jan Mayen                      |     |       | SJM    | SJ    |
| Svezia (bandiera)                                    | Svezia                                    | SWE | SWE   | SWE    | SE    |
| Svizzera (bandiera)                                  | Svizzera                                  | SUI | SUI   | CHE    | CH    |
| eSwatini (bandiera)                                  | Swaziland                                 | SWZ | SWZ   | SWZ    | SZ    |
| Tagikistan (bandiera)                                | Tagikistan                                | TJK | TJK   | TJK    | TJ    |
| Tanzania (bandiera)                                  | Tanzania                                  | TAN | TAN   | TZA    | TZ    |
| Terre Australi e Antartiche Francesi (bandiera)      | Territori francesi meridionali            |     |       | ATF    | TF    |
| Territorio britannico dell'Oceano Indiano (bandiera) | Territorio Britannico dell'Oceano Indiano |     |       | IOT    | IO    |
| Thailandia (bandiera)                                | Thailandia                                | THA | THA   | THA    | TH    |
| Timor Est (bandiera)                                 | Timor Est                                 | TLS | TLS   | TLS    | TL    |
| Togo (bandiera)                                      | Togo                                      | TOG | TOG   | TGO    | TG    |
| Tokelau (bandiera)                                   | Tokelau                                   |     |       | TKL    | TK    |
| Tonga (bandiera)                                     | Tonga                                     | TGA | TGA   | TON    | TO    |
| Trinidad e Tobago (bandiera)                         | Trinidad e Tobago                         | TRI | TRI   | TTO    | TT    |
| Tunisia (bandiera)                                   | Tunisia                                   | TUN | TUN   | TUN    | TN    |
| Turchia (bandiera)                                   | Turchia                                   | TUR | TUR   | TUR    | TR    |
| Turkmenistan (bandiera)                              | Turkmenistan                              | TKM | TKM   | TKM    | TM    |
| Tuvalu (bandiera)                                    | Tuvalu                                    | TUV |       | TUV    | TV    |
| Uganda (bandiera)                                    | Uganda                                    | UGA | UGA   | UGA    | UG    |
| Ucraina (bandiera)                                   | Ucraina                                   | UKR | UKR   | UKR    | UA    |
| Ungheria (bandiera)                                  | Ungheria                                  | HUN | HUN   | HUN    | HU    |
| Uruguay (bandiera)                                   | Uruguay                                   | URU | URU   | URY    | UY    |
| Uzbekistan (bandiera)                                | Uzbekistan                                | UZB | UZB   | UZB    | UZ    |
| Vanuatu (bandiera)                                   | Vanuatu                                   | VAN | VAN   | VUT    | VU    |
| Venezuela (bandiera)                                 | Venezuela                                 | VEN | VEN   | VEN    | VE    |
| Vietnam (bandiera)                                   | Vietnam                                   | VIE | VIE   | VNM    | VN    |
| Wallis e Futuna (bandiera)                           | Wallis e Futuna                           |     |       | WLF    | WF    |
| Yemen (bandiera)                                     | Yemen                                     | YEM | YEM   | YEM    | YE    |
| Zambia (bandiera)                                    | Zambia                                    | ZAM | ZAM   | ZMB    | ZM    |
| Zimbabwe (bandiera)                                  | Zimbabwe                                  | ZIM | ZIM   | ZWE    | ZW    |
| Isole Åland (bandiera)                               | Åland                                     |     |       | ALA    | AX    |